# Takerboust
Takerboust (en amazigh : ⵜⴰⵇⴻⵔⴱⵓⵣⵜ, Taqerbuzt, en arabe : تاقربوست), est un village algérien de Kabylie, chef-lieu de la commune d'Aghbalou depuis 1984 dans la wilaya de Bouira. Ce village se situe aux confins des limites administratives Nord-Ouest de Béjaïa et sud Est de Tizi Ouzou.

## Géographie
Takerboust s'ouvre sur une grande partie de Oued Sahel ; le mont de Lalla-Khadîdja la contemple de l'ouest. Ses terres sont à vocation agricole. Elle culmine à près de 900 m d'altitude. Sa population dépasse à présent les 45 000 âmes. Ce village est souvent considéré comme le plus grand de la Kabylie, de l'Algérie, et même de l'Afrique en termes de superficie.